# Farkasvölgyi-sziklaüreg
A Farkasvölgyi-sziklaüreg 6,7 m hosszú barlang. Budapest XII. kerületében, a Széchenyi-hegyet és Csillebércet elválasztó Farkas-völgy felső részének K-i oldalában, a Duna–Ipoly Nemzeti Park területén található.

## Leírás
Bejárata a Budai Tájvédelmi Körzetben, a Széchenyi-hegy lábánál, egy régi, jelenleg jelzetlen turistaút közelében, kb. 385 m tszf. magasságban, sziklakibúvásban, erdőben, a völgytengelytől kb. 15 m-re, a völgytalp közelében van. A Budai-hegység turistatérképek rossz helyen tüntetik fel a Farkas-völgyi-sziklaüreg helyét, nem a zöld háromszög jelzésű turistaút mellett található. Bejárata szabálytalan alakú, természetes jellegű, vízszintes tengelyirányú, 1,4 m széles és 1,1 m magas.
A barlangjárat szűk és ÉNy–DK irányú. Triász dolomitban, a barlang nyilvántartólapja szerint pleisztocén travertínóban képződött. Tektonikus törésvonalak mentén, folyóvízi erózió és korrózió hatására jött létre, valamint kialakulásában valószínűleg a kőzet szingenetikus üregeinek is szerepe volt.
Vízszintes és egyszintes, a vége felé felmagasodó barlang. Falain néhány, jellegtelen borsóköves bevonat, illetve cseppkőbekérgezések maradványai látszanak. A sziklaüreg részletes felmérés alapján 6,7 m hosszú, 6,7 m vízszintes kiterjedésű, 2 m magas és 2 m függőleges kiterjedésű.
A könnyen megközelíthető, kúszva járható sziklaüreg engedély nélkül látogatható. A barlang bejárásához barlangjáró alapfelszerelés szükséges. Illetékes természetvédelmi hatóság a Duna–Ipoly Nemzeti Park.
Előfordul a barlang az irodalmában Farkasvölgyi-barlang (kéziratban Bertalan 1976, nyomtatásban Kordos 1984), Farkas-völgyi-sziklaüreg (Pápa, Dénes 1982) és Farkasvölgyi sziklaüreg (Pápa 1966) neveken is.

## Kutatástörténet
Daday Jenő 1887-ben megjelent tanulmányában olvasható, hogy Margó Tivadar a Budapest határában lévő farkasvölgyi barlangban kis patkósdenevért figyelt meg. Az 1966-ban kiadott, Budai-hegység útikalauz című könyvben meg van említve a túraleírásoknál, hogy a Farkas-völgy alján lévő erdőben, a kék jelzésű turistaúttól 3 percre szép sziklaalakzatok, és balra kanyarodva a kis Farkasvölgyi sziklaüreg található.
Az 1976-ban befejezett, Magyarország barlangleltára című kézirat 20. számú cédulája szerint a Farkasvölgyi sziklaüreg másik neve Farkasvölgyi-barlang. A Budapest XII. kerületében lévő Farkas-völgy legfelső részén, a Felső rétek K-i szélén, a Széchenyi-hegy egyik sziklás kúpjában, az úttól 10 m-re nyílik. Bejárata az útról nem látszik. Kb. 4 m hosszú és 0,7 m mély, közepesen nagy, alacsony üreg. Nincs lezárva és szabadon látogatható turistalátványosság. A kézirat barlangra vonatkozó része 2 irodalmi mű alapján lett írva.
Az 1982-ben kiadott, Budai-hegység útikalauz című könyvben kétszer meg van említve a túraleírásoknál. Az első említés szerint a Széchenyi-hegy oldalában található egyik turistaút a kis Farkas-völgyi-sziklaüreg mellett halad el. A második említés szerint a Farkas-völgy alján lévő erdőben, a kék jelzésű turistaút közelében szép sziklaalakzatok, és balra kanyarodva a kis Farkas-völgyi-sziklaüreg figyelhető meg.
Az 1984-ben napvilágot látott, Magyarország barlangjai című könyv országos barlanglistájában szerepel a Budai-hegységben lévő barlang Farkas-völgyi-sziklaüreg néven Farkasvölgyi-barlang névváltozattal. A listához kapcsolódóan látható a Dunazug-hegység barlangjainak földrajzi elhelyezkedését bemutató 1:500 000-es méretarányú térképen a barlang földrajzi elhelyezkedése. A KvVM Barlang- és Földtani Osztályon megtalálható a barlang milliméterpapírra rajzolt alaprajz térképe, hosszmetszet térképe és két keresztmetszet térképe. A térképek 1:100 méretarányban ábrázolják a barlangot. Az alaprajz térképen és a hosszmetszet térképen megfigyelhető a két keresztmetszet elhelyezkedése a barlangban. A térképlapon, melyen jelölve van az É-i irány, nem szerepel a készítő neve és a térkép készítésének dátuma.

## További irodalom
- Pápa Miklós: Barlang a Farkasvölgyben. Ifjúsági Testnevelés, 1925. (?) 22. szám. 10. old. (Turistaság rovat.)